# 누만 아자르
누만 아자르(튀르키예어: Numan Acar, 1974년 10월 7일~)는 튀르키예의 배우이다.

## 출연 작품

### 영화
- 2019년 《알라딘》 - 하킴 역
- 2019년 《스파이더맨: 파 프롬 홈》 - 디미트리 역